# Estudo de Proteção do Coração
O Estudo de Proteção do Coração foi um grande ensaio clínico randomizado
executado pela Unidade de Serviço de Ensaios Clínicos e financiado pelo Conselho de Pesquisa Médica (MRC) e a Fundação Britânica do Coração (BHF) do Reino Unido. Foi avaliado o uso de estatinas (sinvastatina 40 mg) e suplementação de vitaminas (vitamina E, vitamina C e beta-caroteno) em pessoas com risco de doença cardiovascular.

## Resultados
Um esboço do protocolo do estudo foi publicado em 1999. Resultados iniciais publicados em 2002 indicaram que as vitaminas tiveram pouco efeito sobre o risco cardiovascular, mas que a sinvastatina reduziu significativamente o risco de eventos cardiovasculares. Outras publicações, em 2003 e 2004, avaliaram a eficácia da sinvastatina em pacientes com diabetes e na prevenção de AVC. Em 2005, um artigo analisou o custo e eficácia de uma estratégia de prescrição semelhante àquela empregada no estudo.

## Interpretação
O Estudo de Proteção do Coração é até hoje o maior estudo sobre o uso de estatinas na prevenção de doenças cardiovasculares. Embora haja preocupações sobre efeitos colaterais associados com estatinas (miopatia e rabdomiólise), os registros desses efeitos no estudo foram raros.
O número necessário para tratar (NNT) do estudo foi de 57 pacientes para adiar uma morte e 19 para impedir que um "evento" cardiovascular (em pacientes que tomaram o medicamento sinvastatina por 5 anos) ocorresse. Não houve benefício sobre a mortalidade em mulheres, com uma estatística "p-valor" que não atingiu significância (0.08). Até 2016, não haviam sido publicadas as curvas de mortalidade Kaplan-Meier para homens e mulheres separadamente. O risco de câncer não foi significativamente menor no grupo de tratamento. Na verdade, houve apenas uma diminuição marginalmente significativa no grupo placebo, do risco de diagnóstico para cânceres de pele não-melanoma. Não houve agravamento de doença pulmonar, que era uma preocupação inicial com as estatinas, e a sinvastatina não diminuiu a osteoporose.